# مجد الصباح (فلم)
مجد الصباح (بالإنجليزية: Morning Glory) هو فيلم دراما تم إنتاجه في الولايات المتحدة وصدر في سنة 1933.

## طاقم التمثيل
- كاثرين هيبورن
- دوجلاس فيربانكس

### ترشيحات وجوائز
| السنة | الحدث | الفئة             | النتيجة |
| ----- | ----- | ----------------- | ------- |
|       |       | أوسكار أفضل ممثلة | فوز     |

## الميزانية والإيرادات
بلغت تكلفة إنتاج الفيلم حوالي 239,000 دولار بينما حقق أرباحا تقدر بـ 582,000 دولار.

## وصلات خارجية
- مقالات تستعمل روابط فنية بلا صلة مع ويكي بيانات